# Oromocto 26
Oromocto 26 est une réserve indienne malécite située dans le comté de Sunbury, au sud-ouest du Nouveau-Brunswick, au Canada. Elle est à l'usage et au profit de la Première Nation Oromocto. 

## Toponyme
La ville est située sur les rives du fleuve Saint-Jean, à l'embouchure de la rivière Oromocto, d'où son nom qui signifie Eau profonde en malécite (wel-a-mook'-took), parce qu'elle était propice au canotage.

## Géographie
Oromocto 26 est enclavée dans la ville d'Oromocto, au bord du fleuve Saint-Jean.

## Histoire
Oromocto est habitée par les Malécites depuis le XIXe siècle mais il y a un cimetière plus ancien près de l'embouchure de la rivière Oromocto. La réserve, d'une superficie de 125 acres, est achetée le 12 septembre 1895.

## Démographie
Il y avait 284 habitants en 2006 contre 256 en 1996, soit une hausse de 10,9 % en 10 ans.

## Économie
Entreprise Fredericton, membre du Réseau Entreprise, a la responsabilité du développement économique.

## Administration

### Conseil de bande
| Mandat      | Fonctions   | Nom(s)                                                                           |
| ----------- | ----------- | -------------------------------------------------------------------------------- |
| 2009 - 2011 | Chef        | Alvin (Roger) Atwin                                                              |
| 2009 - 2011 | Conseillers | Terry Paul, Shelley Sabattis, Alan Sabattis Atwin, Joe Sacobie, Shirley Sacobie. |

|  | Indépendant | 2009- | Alvin (Roger) Atwin |

### Représentation et tendances politiques
Nouveau-Brunswick: Oromocto 26 fait partie de la circonscription provinciale de Oromocto, qui est représentée à l'Assemblée législative du Nouveau-Brunswick par Jody Carr, du Parti progressiste-conservateur. Il fut élu lors de l'élection de 1999 puis réélu à chaque fois depuis, la dernière fois état en 2010.
 Canada: Oromocto 26 fait partie de la circonscription fédérale de Fredericton. Cette circonscription est représentée à la Chambre des communes du Canada par Keith Ashfield, du Parti conservateur.

## Infrastructures et services
La réserve est incluse dans le territoire du sous-district 10 du district scolaire Francophone Sud. Les écoles francophones les plus proches sont à Fredericton et Oromocto alors que les établissements d'enseignement supérieurs les plus proches sont dans le Grand Moncton.
La réserve dispose du centre de santé Wel-a-mook-took. Il y a des bureaux de poste et un détachement de la Gendarmerie royale du Canada à Oromocto.
Les quotidiens anglophones sont le Telegraph-Journal, publié à Saint-Jean, et The Daily Gleaner, de Fredericton. Les francophones bénéficient quant à eux du quotidien L'Acadie nouvelle, publié à Caraquet et de l'hebdomadaire L'Étoile, de Dieppe.